# Attische cijfers
Attische cijfers werden vanaf de Archaïsche periode van de Griekse oudheid gebruikt, mogelijk vanaf de zevende eeuw v. Chr. Zij staan ook bekend als Herodianische cijfers, omdat de oudst bekende beschrijving te vinden is in een manuscript van Herodianus, of acrofonische cijfers, omdat de gebruikte symbolen (behalve voor 1) zijn afgeleid van de eerste letter van het woord voor 'vijf', 'tien', 'honderd', 'duizend' en 'tienduizend'.
| Decimaal | Teken |
| -------- | ----- |
| 1        | Ι     |
| 5        | Π     |
| 10       | Δ     |
| 100      | Η     |
| 1000     | Χ     |
| 10000    | Μ     |
Het stelsel is additief:
- 49 =  40 + 9 = ΔΔΔΔ + ΠΙΙΙΙ = ΔΔΔΔΠΙΙΙΙ
- 2001 = 2000 + 1 = ΧΧ + I = ΧΧΙ

Daarbij zijn er tekens voor 50, 500, 5000 en 50000 die bestaan uit een samenstelling van het oudere symbool voor pi () en het symbool voor de macht van 10, met de betekenis 5 keer die macht.
| I |   | Δ  |        | Η   |         | X    |          | M         |           |
| - | - | -- | ------ | --- | ------- | ---- | -------- | --------- | --------- |
| 1 | 5 | 10 | 5 × 10 | 100 | 5 × 100 | 1000 | 5 × 1000 | 10000     | 5 × 10000 |
| 1 | 5 | 10 | 50     | 100 | 500     | 1000 | 1000 × 5 | 1000 × 10 | 1000 × 50 |
| I | V | X  | L      | C   | D       | M    | V        | X         | L         |
Voorbeeld
1982 = 1000 + 900 + 80 + 2 = 1000 + 5×100 + 400 + 5×10 + 30 + 2 = XHHHHΔΔΔII = MCMLXXXII